# Corró d'Avall
Corró d'Avall es una localidad española del municipio de Les Franqueses del Vallès, perteneciente a la provincia de Barcelona, en la comunidad autónoma de Cataluña.

## Toponimia
El lugar puede encontrarse referido como Corró d'Avall y Corro de Vall.

## Historia
Hacia mediados del siglo XIX, el lugar tenía contabilizada una población de 524 habitantes. Aparece descrito en el séptimo volumen del Diccionario geográfico-estadístico-histórico de España y sus posesiones de Ultramar de Pascual Madoz con las siguientes palabras:

CORRO DE VALL: cuadra en la prov., aud. terr., c. g. y dióc. de Barcelona (5 leg.), part. jud. de Granollers (1), térm. de las Franquesas, ayunt. de Llarona. sit. en llano con buena ventilacion, y clima templado y saludable; las enfermedades comunes son fiebres intermítentes. Tiene una igl. parr. El térm. confina con Canovas, Cardedeu, Belloch, Canovellas y Llarona. El terreno y prod. (V. Corro de Munt): pobl.: 84 vec., 524 alm. cap. prod.: 3.504,800 rs. imp.: 87,620.
(Madoz, 1847, p. 138)

En 2023, la entidad singular de población de Corró d'Avall, parte del municipio de Les Franqueses del Vallès, tenía empadronados 9260 habitantes, 8374 de ellos en el núcleo de población de ese nombre, 1016 en otros núcleos y 239 en diseminado.